# أوتو يوليوس بيرباوم
أوتو يوليوس بيرباوم Otto Julius Bierbaum (ولد في 28 يونيو 1865 في جرونبرج بولاية شليزيا – ومات في 1 فبراير 1910 في دريسدن) يشتهر أيضا باسم مستعار هو مارتن موبيوس – هو صحفي وأديب وكاتب أوبرالي ألماني.
نشأ في دريسدن ولايبزج، ودرس الحقوق والفلسفة. وبعد دراسته اتجه للكتابة في الركان الأدبية والنقدية ثم عمل محررا لصحف هي «المسرح الحر» Die freie Bühne و«بان» Pan و«الجزيرة» Die Insel. أما إنتاجه الأدبي فهو متنوع وشامل. فهو كشاعر استخدم بجوار أسلوب قصائد الغزل التي كانت سائدة في العصر الوسيط، استخدم أسلوب عصر الركوكو ثم اتجه لاستخدام الأسلوب الشعبي للقصيدة.
وفي عام 1897 نشر بيرباوم روايته «شتيلبه» Stilpe. أما كتابه في أدب الرحلات الصادر عام 1903 وعنوانه «رحلة شاعرية في السيارة» Eine empfindsame Reise im Automobil فيصور فيها رحلة قام بها هو وزوجته في سيارة كابريو من ألمانيا وعبر براغ وفيينا ووصولا إلى إيطاليا. ويعد هذا الكتاب هو أول كتاب في أدب الرحلات في الأدب الألماني، يصور رحلة من خلال سيارة.
من كتبه:
- قصائد ليلينكرون 1890
- الشعر الألماني المعاصر 1891
- حياة عصرية - ديوان شعر 1892
- شتيلبه – رواية من منظور ضفدع 1897
- الفتاة الحسناء من باو - رواية 1899
- متاهات الحب – ديوان شعر 1901
- رحلة شاعرية في سيارة 1903
- الأميرة المجنونة - أوبرا 1904

## روابط خارجية
- أوتو يوليوس بيرباوم على موقع IMDb (الإنجليزية)
- أوتو يوليوس بيرباوم على موقع ميوزك برينز (الإنجليزية)
- أوتو يوليوس بيرباوم على موقع قاعدة بيانات الأفلام السويدية (السويدية)
- أوتو يوليوس بيرباوم على موقع ديسكوغز (الإنجليزية)
- أوتو يوليوس بيرباوم على موقع كينوبويسك (الروسية)